# Caroline Stanhope
Caroline Stanhope, Countess of Harrington, född 1722, död 1784, var en brittisk grevinna som var känd för sitt kärleksliv, kallad "Stable Yard Messalina".
Hon gifte sig 1746 med William Stanhope, 2nd Earl of Harrington, med vilken hon fick sju barn. Makarna blev båda välkända för sina utomäktenskapliga förhållanden på var sitt håll, men fortsatte vara gifta för att undvika den skandal en skilsmässa skulle orsaka. Hon var känd som bisexuell och hade älskare av båda könen.  
När hon 1770 vägrades tillträde till klubben The Female Coterie, grundade hon klubben The New Female Coterie för kvinnor ur överklassen som blivit utsatta för social utfrysning på grund av sina sexualliv. 